# 明日も
「明日も」（あしたも）は、日本の映画『カノジョは嘘を愛しすぎてる』の劇中バンド・MUSH&Co.のシングル。

## 概要
- 映画『カノジョは嘘を愛しすぎてる』の劇中に登場する男女3人組バンド・MUSH&Co.のデビュー曲。
- 小枝理子を演じる大原櫻子にとっての歌手デビュー曲でもある。
- 劇中のレーベルであるHEARST RECORDSを、ビクターエンタテインメント内に設立して発売された[1]。
- 期間限定スペシャルプライス盤と初回限定盤の2形態で発売され、初回限定盤には「明日も」のミュージック・ビデオを収録されたDVDが付属された。また、2014年6月25日に通常盤が映画『カノジョは嘘を愛しすぎてる』のDVD/Blu-rayと同時発売された。

## 収録曲
1. 明日も [4:15]
作詞・作曲・編曲：亀田誠治
若者が大人になることへの不安な気持ちを表現した楽曲[2]。 阪神タイガース・梅野隆太郎捕手の(ルーキーイヤー(＝２０１４年)の)登場曲である。
2. 明日も (instrumental) [4:12]
作曲・編曲：亀田誠治
表題曲のインストゥルメンタル。

## 参加ミュージシャン
- 大原櫻子：Vocal (#1)
- 河村"カースケ"智康：Drum (#1,2)
- 亀田誠治：Bass (#1,2)
- 西川進：Guitar (#1,2)
- 豊田泰孝：Manipulator (#1,2)

## タイアップ
- 東宝配給系映画『カノジョは嘘を愛しすぎてる』劇中歌 (#1)

## 収録アルバム
- 映画「カノジョは嘘を愛しすぎてる」〜MUSIC BOX〜 (#1)
- HAPPY (#1)